# دوني سافار
دوني سافار (بالفرنسية: Denis Savard)‏ (من مواليد 4 شباط/فبراير 1961) هو لاعب هوكي جليد كندي محترف سابق. لعب في دوري الهوكي الوطني من عام 1980 إلى عام 1997، وانتخب في قاعة مشاهير الهوكي في عام 2000. اختير في عام 2017 رَسميًا ضمن أفضل 100 لاعب في الدوري الوطني للهوكي [الإنجليزية].

## مهنة التدريب
بعد فترة وجيزة من تقاعده عن اللعب، بدأ سافارد مسيرته التدريبية مع بلاك هوك في ديسمبر 1997. عيين سافارد في 27 نوفمبر 2006 مدربًا مؤقتًا لفريق شيكاغو بلاك هوك بعد إقالة ترينت ياوني في منتصف الموسم. تمت الإشادة به لقيادته فريقبلاك هوكس الشاب إلى مسافة 3 نقاط من رصيف الملحق خلال موسمه الثاني كمدرب. أنهى الصقور فوزًا واحدًا فقط بعيدًا عن علامة .500 في 2007-2008. كانت الانتصارات الأربعين في 2007–08 هي المرة الأولى التي يصل فيها النادي إلى 40 نقطة في ست سنوات.

## الحياة الشخصية
لدى سافارد ابن عم يدعى جان سافارد الذي لعب أيضًا مع شيكاغو بلاك هوك في السبعينيات. كما شارك في نفس الرقم مثل سيرج سافارد، الذي لا علاقة له به. كانا يشتركان في نفس الرقم (رقم 18)، وفي التسعينيات كان سيرج المدير العام لمجمع السكن السكني عندما استحوذ على دينيس من بلاك هوكس.